# Ceri(III) iodide
Ceri(III) iodide là một hợp chất vô cơ có công thức hóa học CeI3.

## Điều chế
Ceri(III) iodide có thể thu được bằng phản ứng của Ceri(III) Oxide và amoni iodide.

## Bảo quản
Lưu trữ ở nơi khô ráo và không có ánh sáng.

## Hợp chất khác
CeI3 còn tạo một số hợp chất với CO(NH2)2, như CeI3·4CO(NH2)2·4H2O là tinh thể không màu, d = 2,33 g/cm³ hay CeI3·5CO(NH2)2 là tinh thể vàng, nóng chảy ở 102 °C (216 °F; 375 K).